# Jacques Levron
Pour les articles homonymes, voir Levron.
Jacques Levron est un archiviste et historien français né le 7 septembre 1906 à Rennes et mort le 9 novembre 2004 à Theix.

## Biographie
Jacques Levron est le fils de Philippe Levron, conservateur des hypothèques, inspecteur de l'enregistrement et des domaines, et de Cécile Legrand (sœur de Franc-Nohain). Il épouse Guillemette de Miniac puis Monique Jeanne.
Après sa scolarité au lycée de Rennes (au temps où François Duine y était aumônier [Il lui rendra hommage en exergue de sa Petite histoire de Bretagne, Arthaud, 1946 : "À la mémoire de M. l’abbé F. Duine, aumônier du Lycée de Rennes, érudit breton. J.L."]), il suit ses études aux facultés de droit et des lettres de Rennes, puis à l'École nationale des chartes.
Débutant sa carrière en tant qu'attaché au ministère des Affaires étrangères, il est successivement archiviste du département de la Creuse (1929), du Maine-et-Loire (1931) et du département de Seine-et-Oise (1954).
Professeur à l'université catholique de l'Ouest, il préside l'Académie des sciences, belles lettres et arts d'Angers.

## Publications
- Les saints du pays angevin (1944)
- Petite histoire de Bretagne, Arthaud, (1946)
- Contes et légendes d'Anjou, illustrations de Henri Dimpre, collection Contes et légendes, Fernand Nathan, 1949, 252 p.
- Contes et légendes d'Auvergne, collection Contes et légendes, Fernand Nathan, 1949,
- Madame de Pompadour (1962)
- Le château fort et la vie au Moyen-Âge (1964)
- Le bon roi René (1973)
- Trois sœurs pour un roi ou la Cour de Versailles au début du règne de Louis XV (1982)